# Le signorine (Casorati)
Le signorine è un dipinto di Felice Casorati, esposto alla Biennale di Venezia del 1912 e appartenente alla prima fase artistica e giovanile dell'artista.

## Storia
L'opera, di notevoli dimensioni, fu realizzata l'anno successivo dell'arrivo di Casorati (a seguito del trasferimento del padre) da Napoli a Verona, città in cui si formerà e vivrà dal 1911 al 1914. Casorati faceva parte del gruppo di giovani artisti raccolti intorno a Ca' Pesaro, palazzo diventato dal 1899 proprietà del Comune di Venezia e destinato ad uso culturale per espressa volontà dell'ultima proprietaria, Felicita Bevilacqua, Casorati decise di esporre quest'opera alla X Esposizione internazionale d'arte di Venezia, dove venne in seguito acquisita da Nino Barbantini, che dal 1908 si era stabilito a Ca' Pesaro, curandone le prime esposizioni.

## Descrizione
Sullo sfondo degli alberi di Piazza Bra, che il pittore poteva ammirare dal suo studio, risaltano (con un evidente richiamo alla Primavera del Botticelli) quattro figure femminili, quattro allegorie che rappresentano, da sinistra a destra, altrettante tipologie di carattere femminile: la intristita beghina, la timida introversa, la vergine ignuda e l'allegra spensierata. Ai piedi delle ragazze vi è una natura morta di svariati oggetti disposti in maniera confusionaria e che occupa tutta la parte bassa del quadro, senza una disposizione precisa ma che rimandano alle personalità delle protagoniste: tra questi appaiono dei cartigli coi rispettivi nomi delle ragazze, Dolores (personificazione del lutto), Violante (della malinconia), Bianca (della purezza) e Gioconda (simbolo della vita soddisfatta).
Come poi avverrà per altre sue opere future, come la Bambina, Il sogno della melagrana, o Preghiera, Casorati vuole rappresentare un avvenimento irreale e allusivo, avvicinandosi al linguaggio plastico tipico del Simbolismo, tipica del suo periodo giovanile.
Da una lettera risalente il 13 marzo 1912, Casorati spiega che nella realizzazione di Le signorine ha voluto cambiare la sua stessa tecnica, dipingendo con colori stemperati con la glicerina e poi tinti a velo con la cera trasparente, un azzardo che continuerà a usare per pochi altri dipinti.